# Isaac Hayes
Isaac Lee Hayes (Covington, 20 augustus 1942 – Memphis, 10 augustus 2008) was een Amerikaans soul- en funkmusicus en acteur. Isaac Hayes kreeg vooral grote bekendheid met de soundtrack Theme from Shaft voor de blaxploitation-film Shaft uit 1971. In latere jaren kreeg hij bekendheid bij een nieuw publiek door zijn stem te verlenen aan het personage van Chef in de animatieserie "South Park".

## Eerste jaren
Hayes verloor op vrij jonge leeftijd zijn ouders, waarna hij werd opgevoed door zijn grootouders. Op zijn vijfde werd hij lid van het kerkkoor, waarna hij piano, orgel en saxofoon leerde spelen. Op een gegeven moment verhuisde de familie naar Memphis, waar hij speelde in enkele weinig succesvolle en voor korte tijd bestaande R&B-groepen als Sir Isaac and the Doo-Dads, the Teen Tones en Sir Calvin and His Swinging Cats. In 1962 maakte hij zijn eerste opname.
Al snel speelde hij saxofoon bij the Mar-Keys, waardoor hij kwam te werken voor Stax Records. Bij Stax schreef hij samen met David Porter een serie hits, waaronder de soulklassieker "Soul Man" van Sam & Dave, alsmede enkele nummers voor Carla Thomas en Johnnie Taylor.

## Solo
In 1967 kwam zijn debuutalbum als soloartiest uit, Presenting Isaac Hayes, opgenomen vlak na een wild feest. Het eerste album was een redelijk succes, maar het was zijn tweede album, Hot Buttered Soul uit 1969, dat de grote doorbraak betekende. De muziek op Hot Buttered Soul was vrij lange, funky, sensuele soulmuziek en werd een groot commercieel succes. Met dit album vestigde hij met zijn voorliefde voor donkere zonnebrillen en gouden sieraden een herkenbaar imago, dat veel later navolging zou vinden in de gangsta rap.

## Film
Met de filmmuziek voor Gordon Parks' film Shaft (1971) had Hayes zijn grootste succes te pakken. De met een orkest ondersteunde funky grooves van de film sloegen enorm aan en zowel de soundtrack als de single Theme from Shaft werden grote hits. Hayes werd genomineerd in de twee muziekcategorieën van zowel de Golden Globes als de Oscars en mocht zowel de Golden Globe voor Beste filmmuziek als de Oscar voor Beste liedje (voor "Theme from Shaft") mee naar huis nemen, de eerste keer dat een Afro-Amerikaanse componist deze prijs won.

## Eigen label
In 1975 had Hayes Stax verlaten om zijn eigen label op te richten, Hot Buttered Soul Records. Na een aantal teleurstellende albums kwam Hayes in 1977 weer terug met de LP A Man and a Woman, die hij samen met Dionne Warwick opnam.

## Acteur
Vanaf de jaren zeventig liet Hayes zich ook vaker zien als acteur, eerst in blaxploitation-films, later ook in andere rollen. Zo was hij in 1974 te zien in Truck Turner (zijn enige hoofdrol in een film), in 1981 in Escape from New York en in 1988 in I'm Gonna Git You Sucka!. Hij speelde ook een bescheiden rol als zichzelf in de film Soul Men, naast Samuel L. Jackson en de in hetzelfde jaar overleden Bernie Mac. In 1985 speelde hij een gastrol als "C.J. Mack" in de aflevering "The Heart of Rock and Roll" van The A-team.

## Scientology en South Park
In de jaren negentig bekeerde Hayes zich tot Scientology. Ook sprak hij de stem in van de schoolkantinehouder Chef in de populaire animatieserie "South Park". Hoewel de rol slechts bedoeld was voor één aflevering, werd Chef zo populair dat hij een regelmatig terugkerend personage werd. "Chocolate Salty Balls", een door Hayes ingezongen nummer afkomstig uit de "South Park"-aflevering "Chef's Chocolate Salty Balls", werd in 1998/1999 een wereldwijde hit, die onder andere nummer één werd in het Verenigd Koninkrijk. In maart 2006 gaf Hayes aan zijn medewerking met het programma te willen beëindigen, omdat volgens hem het programma opmerkingen over zijn en andere religies maakt, die getuigen van intolerantie. Hij deed deze uitspraken na een aflevering waarin Scientology en bekende aanhangers van de religie, Tom Cruise en John Travolta, op de korrel werden genomen.

## Overlijden
Op 10 augustus 2008 werd Hayes op 65-jarige leeftijd dood in zijn huis aangetroffen door zijn vrouw. De doodsoorzaak was niet meteen duidelijk, later werd bekend dat Hayes is overleden aan de gevolgen van een beroerte.

## Onderscheidingen
In 1994 werd Hayes opgenomen in de Georgia Music Hall of Fame, in 2002 in de Rock and Roll Hall of Fame en postuum in 2012 in de Memphis Music Hall of Fame.

## Discografie

### Albums
- Presenting Isaac Hayes (1968)
- Hot Buttered Soul (1969)
- The Isaac Hayes Movement (1970)
- ...To Be Continued (1970)
- Black Moses (1971)
- Joy (1973)
- Chocolate Chip (1975)
- Disco Connection (1975)
- Groove-A-Thon (1976)
- Juicy Fruit (Disco Freak) (1976)
- New Horizon (1977)
- For the Sake of Love (1978)
- Don't Let Go (1979)
- And Once Again (1980)
- Lifetime Thing (1981)
- U-Turn (1986)
- Love Attack (1988)
- Raw & Refined (1995)
- Branded (1995)

### Singles
| Single met eventuele hitnotering(en) in de Nederlandse Top 40 | Datum van verschijnen | Datum van binnenkomst | Hoogste positie | Aantal weken | Opmerkingen |
| ------------------------------------------------------------- | --------------------- | --------------------- | --------------- | ------------ | ----------- |
| Theme from Shaft                                              | 1971                  | 04-12-1971            | 13              | 8            |             |
| Chocolate Salty Balls (PS I love you)                         | 1999                  | 30-01-1999            | 6               | 11           | als Chef    |

### NPO Radio 2 Top 2000
| Nummer met noteringen in de NPO Radio 2 Top 2000 | '99  | '00  | '01  | '02  | '03  | '04  |
| ------------------------------------------------ | ---- | ---- | ---- | ---- | ---- | ---- |
| Theme from Shaft                                 | 1413 | 1151 | 1260 | 1593 | 1603 | 1696 |

1. ↑  Een vetgedrukt getal geeft de hoogste notering aan.
2. ↑  Deze tabel is bijgewerkt tot en met de meest recente editie (2024).